# Малышев, Сергей Васильевич (лыжник)
Сергей Васильевич Малышев (род. 7 октября 1994 года) — казахстанский лыжник.

## Карьера
Участник четырёх юниорских чемпионатов мира. Серебряный призёр юниорского чемпионата мира 2012 года в эстафете.
На Юношеских Зимних Олимпийских игра 2012 года взял бронзу на дистанции 10 км классическим ходом. Там же принимал участие в эстафете биатлонистов, где казахстанская четвёрка стала десятой.
На этапах Кубка мира дебютировал 29 ноября 2013 года в Куусамо. Лучшие результаты - 32 место в гонке преследования.
Двукратный вице-чемпион Казахстана 2014 года: в масс-старте и гонке преследования.   
Участник двух Универсиад. На Универсиаде 2013 года в Италии стал победителем в эстафете 4х10 км. 
Участник Азиатских Игр.  
Участник чемпионатов мира 2013 и 2015 года. 
Студент Казахской государственной академии физической культуры, спорта и туризма.
Мастер спорта Республики Казахстан международного класса.